# 屈氏球麗魚
屈氏球麗魚，為輻鰭魚綱鱸形目隆頭魚亞目慈鯛科的其中一種，分布於非洲喀麥隆Meme河流域，體長可達20公分，棲息在底中層水域，以昆蟲為食，生活習性不明。

## 擴展閱讀
維基物種上的相關：屈氏球麗魚